# Dracunculidae
Famille
Les Dracunculidae sont une famille de nématodes (les nématodes sont un embranchement de vers non segmentés, recouverts d'une épaisse cuticule et menant une vie libre ou parasitaire).

## Liste des genres et espèces
Selon NCBI (2 avr. 2011) :
- genre Dracunculus
  - Dracunculus insignis
  - Dracunculus lutrae
  - Dracunculus medinensis (Filaire de Médine)
  - Dracunculus oesophageus
- genre Micropleura
  - Micropleura australiensis

Selon ITIS (2 avr. 2011) :
- genre Avioserpens Wehr & Chitwood, 1934
- genre Dracunculus Reichard, 1759